# ビートルズ (小惑星)
ビートルズ(8749 Beatles)は、小惑星帯に位置する小惑星。
1998年4月3日にオーストラリア・クイーンズランド州のゴールドコーストにあるリーディ・クリーク天文台でジョン・ブロートンにより発見された。F. Zoltowskiにより、イギリスのロックバンド・ビートルズにちなみ命名された。